# Juan Bautista Sánchez
Pour les articles homonymes, voir Juan Sánchez et Sánchez.
Juan Bautista Sánchez González (Íllora, province de Grenade, 1893 — Puigcerdá, province de Gérone, 1957) était un militaire espagnol.
À l’issue de sa formation militaire, il servit dans quelques régiments en métropole, avant d’être versé en 1920 dans des unités combattantes au Maroc espagnol, où il se distingua et connut une ascension rapide pour mérites de guerre, participant notamment au débarquement d'Al Hoceïma (1925). Lors du coup d’État de juillet 1936, il fut le premier, à la tête de son tabor de Regulares à Melilla, à se rebeller contre la République. Engagé à partir de 1937 dans la Guerre civile en Espagne même, il y joua un rôle de premier plan dans nombre d’opérations militaires importantes, à Belchite, à Brunete, dans les Asturies, sur l’Èbre, lors de la conquête de la Catalogne, etc. Après le conflit, et bien qu’ayant ostensiblement adhéré à l’opposition monarchiste juaniste, il fut nommé à de hauts postes de commandement en métropole, en particulier à celui de capitaine général de Catalogne, auquel titre il sut s’acquérir, par sa notoire droiture, l’estime de la population de Barcelone, notamment en s’abstenant, à l’encontre des ordres de Franco, de lancer ses troupes contre des grévistes en 1951.
Sa mort inopinée en 1957, considérée généralement — et officiellement — comme naturelle (des suites d’une crise cardiaque), a donné lieu à diverses spéculations, dont l’une voulant y voir un lien avec son implication dans une hypothétique conspiration monarchiste. En effet, Sánchez González avait ouvertement manifesté le souhait de voir sans retard le régime franquiste se transformer en monarchie, avec nomination d’un chef de gouvernement et avec Franco dans le rôle de régent, dans le but en particulier de mettre fin à la mainmise sur l’État par une Phalange corrompue ; le mode opératoire aurait consisté à soulever la garnison de Barcelone, sous la conduite de Sánchez González et avec l’appui d’amples secteurs de la société barcelonaise. S’il semble toutefois qu’aucune démarche concrète en ce sens n’ait été entreprise, il reste que Franco, sur la foi de rumeurs, avait décidé de le destituer. L’événement de cette mort, d’ailleurs magnifié outre mesure, eut pour conséquence politique immédiate la mise au pas de l’opposition monarchiste et le renforcement du pouvoir de Franco.

## Biographie

### Formation et carrière d’officier combattant au Maroc
Né en 1893 à Íllora, petite ville de la province de Grenade, Juan Bautista Sánchez González suivit à partir d’août 1911 une formation à l’Académie militaire de Grenade, avant de passer à l’Académie militaire de Tolède, dont il sortit diplômé en juin 1914 avec le grade de lieutenant en second,,.
Ses études achevées, il reçut une affectation dans un régiment en garnison à Cadix, qu’il quitta en décembre 1914, pour se voir assigné à un régiment à Bilbao, où il ne resta que jusqu’en juin de l’année suivante, avant de rejoindre le régiment Córdoba no 10 caserné à Grenade, où il fut promu premier lieutenant en juin 1917. Quand, en février 1919, en raison de la grève générale, l’état de guerre fut décrété à Grenade, Sánchez González fut appelé à remplir des missions de patrouille dans les rues de la ville.
Il passa ensuite au bataillon de chasseurs Madrid no 2, dans les rangs duquel il embarqua à destination du Maroc, où allait se dérouler le reste de sa carrière militaire avant l’éclatement de la Guerre civile. Au Maroc, il fut aussitôt exposé au feu, quoique seulement dans des escarmouches de faible ampleur, principalement pendant l’accomplissement de tâches de protection de convois et de points d’eau. Il participa aux combats de la guerre du Rif à la tête de différents régiments d’infanterie et de tabores (bataillons) de Regulares (supplétifs autochtones), ce qui lui valut (ainsi qu’il sied aux militaires « africanistes ») une promotion rapide pour mérites de guerre et plusieurs décorations, dont, en avril 1921, la croix du Mérite militaire.
Amené ensuite à participer à de multiples actions de guerre, il sut s’y distinguer et fut cité pour son comportement dans la plupart des opérations où il était intervenu, se voyant octroyer en 1922 la croix du Mérite militaire de première classe. En 1924, combattant sans relâche, soit dans de simples escarmouches, soit dans des opérations de plus grande envergure, il monta au rang de commandant pour mérites de guerre en octobre et reçut la charge du 3e tabor, à la tête duquel il prit part à la retraite de Chefchaouen (appelée par les Espagnols retirada de Xauen) le 17 novembre, où son unité assumait le dernier échelon de cette opération de repli tactique. Il eut une part active dans le débarquement d'Al Hoceïma le 7 septembre 1925, dans la phase finale de la guerre du Rif, puis participa aux opérations subséquentes ayant pour but de conquérir des positions dans les environs immédiats. Pendant la bataille, il fut grièvement blessé de trois balles dans le bras gauche et fit l’objet d’une citation de la part du commandant de sa colonne,.
En février 1926, il accéda au grade de lieutenant-colonel pour mérites de guerre et alla rejoindre en tant qu’attaché le QG du général en chef de la zone de Ceuta (partie occidentale du Protectorat).
En janvier 1927, il fut versé dans la Mehal-la Jalifiana (unité militaire composée de supplétifs sous les ordres d’officiers espagnols) Tafersit no 5, avec laquelle il eut à réaliser d’incessantes opérations. Dans l’une d’elles, en mai de la même année, il fut victime d’une mauvaise chute qui ranima son ancienne blessure, ce qui nécessita une brève hospitalisation. En octobre, placé au commandement des Regulares Alhucemas no 5, il obtint la croix de Marie-Christine de 2e classe, qui lui fut épinglée personnellement par le roi Alphonse XIII en juin 1929, avant de se voir décerner en novembre la croix de l’ordre de Saint-Herménégilde. Nommé en octobre 1930 commandant de la Mehal-la Jalifiana du Rif et chef de la Centrale d’interventions de ce territoire, c’est en cette qualité qu’il prêta serment de fidélité à la République en avril 1931. En septembre 1935, il obtint son brevet de colonel.

### Soulèvement de juillet 1936 et Guerre civile

#### Rébellion dans le Maroc oriental
Juan Bautista Sánchez González fut le premier — avant même Sanjurjo, Mola ou Franco — à se rebeller lors du soulèvement du 17 juillet 1936 dans le Maroc espagnol. Dès la nuit du 16 juillet en effet, dans la ville de Torres de Alcalá (alias Villa Jordana, actuelle طوريس القلعة), il mit en route le Movimiento Nacional dans le Rif en incitant le 3e tabor de Regulares d’Alhucemas no 5 à se soulever et en donnant ordre au commandant Ríos Capapé de mettre secrètement ses troupes en ordre de marche en direction d’Al Hoceïma (alias Villa Sanjurjo), dont Ríos Capapé réussit à s’emparer, avant de faire mouvement le lendemain vers Melilla et de rallier la garnison de cette ville qui s’était déjà insurgée. Ce fait d’armes constitue la première action militaire de la guerre civile en devenir,,. Le lendemain, sitôt qu’il eut appris le soulèvement de Melilla, et nonobstant qu’il n’ait pas encore reçu le mot d’ordre téléphonique convenu avec Ceuta, Sánchez González souleva le reste des garnisons du Rif, et se rendit maître de toute la région rifaine, laquelle fut ainsi incorporée à l’Espagne nationaliste à huit heures du soir le 17 juillet. Ainsi l’unité de Sánchez González avait-elle été la première à se soulever, ; cette conduite valut à Sánchez González d’être définitivement démis de ses fonctions militaires par les autorités républicaines le 22 août 1936, ainsi qu’il ressort du journal officiel Gaceta de la República,.
Franco allait plus tard déformer ces faits, en affirmant que Sánchez avait été mis en détention dans les premiers jours du soulèvement, « car on n’avait pas grande confiance en lui ». Une fois nommé commandant général de Melilla, il « facilita le départ des francs-maçons de là-bas, qui risquaient que les phalangistes se chargent d’eux ». Cependant Sánchez González n’avait pas d’antécédents maçonniques, et sa feuille de service fait état d’une attitude sans aucune ambiguïté lors du coup d’État de juillet 1936, à telle enseigne qu’il était réputé avoir été le « premier insurgé »,.

#### Guerre civile

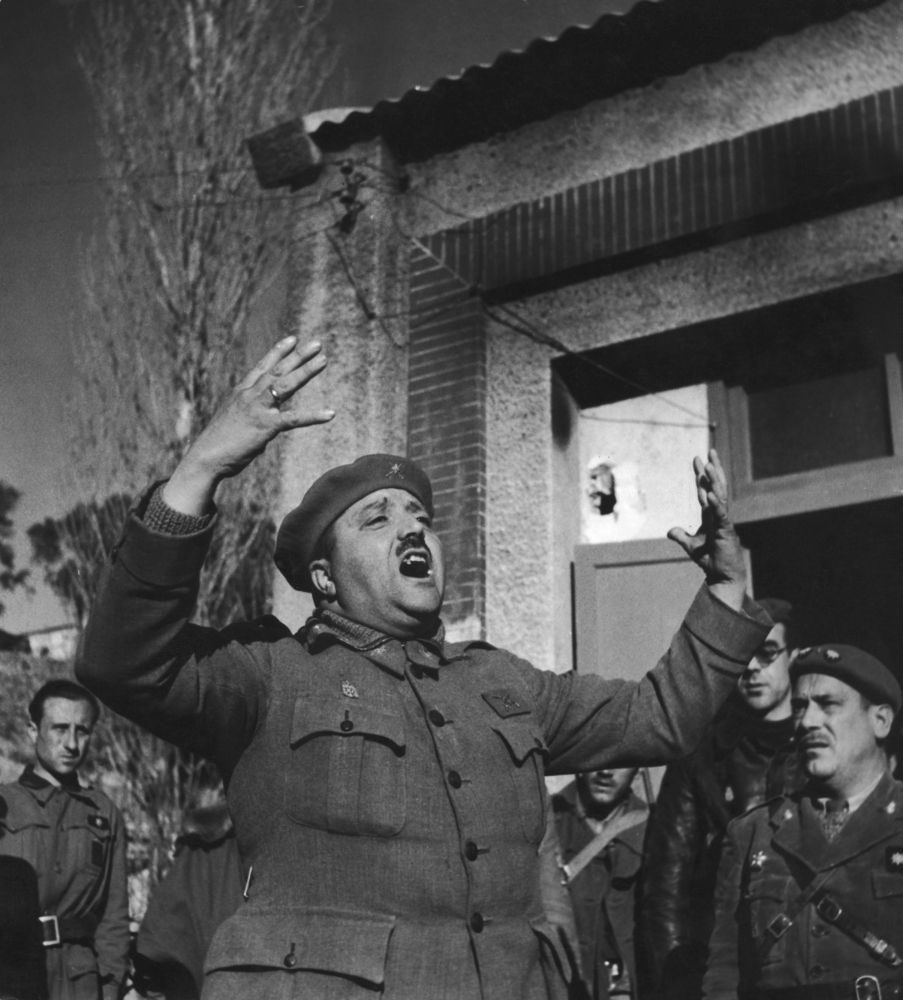
Juan Bautista Sánchez (probablement en 1939).

Sánchez González garda son poste jusqu’à décembre 1936, date à laquelle il fut désigné commandant en chef de la Circonscription orientale du Maroc, mais reprit ses fonctions antérieures fin janvier 1937, toujours sans avoir participé aux combats dans la métropole. Le 16 avril, il fut finalement muté pour l’Espagne, où il assuma le commandement de la 5e brigade Navarra, laquelle était composée de requetés. C’est à ce titre qu’il participa à la campagne de Biscaye (aidant à briser la « ceinture de fer » de Bilbao), qu’il prit part à la campagne de Santander, qu’il s’empara de la basilique de Covadonga, puis, promu général de brigade en février 1938 et placé à la tête du IXe corps d’armée, qu’il s’engagea dans la campagne d’Aragon, de l’Èbre et du Levant, qu’il participa aux batailles de Brunete et de Teruel, et qu’il contribua à la reconquête de Belchite. Il figura dans les rangs des troupes qui en avril 1938 réussirent à couper en deux la zone républicaine en poussant jusqu’à Vinaròs, ville sise sur le littoral méditerranéen. Il joua aussi un rôle de premier plan dans la campagne de Catalogne, où il se rendit maître des villes de Tarragone, Barcelone, Badalone, El Masnou, Mataró et Sabadell, avant de parvenir au point de passage frontalier de La Junquera, en face du Perthus,.
Une des raisons de la prise de distance de Sánchez González vis-à-vis de Franco a pu être le fait qu’en janvier 1939, nonobstant qu’il ait été le premier à atteindre Barcelone, il ne lui fut pas accordé d’entrer triomphalement dans Barcelone à la tête de sa 5e brigade Navarra ; c’est le général Juan Yagüe qui eut cet honneur à sa place le 26 janvier dans la matinée, Sánchez González n’ayant été autorisé à faire son entrée dans la capitale catalane que dans l’après-midi. Cet arrangement aurait permis aux phalangistes de prendre possession de la ville, en alléguant que les carlistes tramaient un complot « pour diriger économiquement et politiquement la Catalogne ».
Le 29 janvier 1939 à 19 heures, une fois terminées les quelques rares escarmouches qui avaient précédé la prise de Barcelone, Sánchez González prononça une allocution à la radio, dans les termes suivants :

« Catalans ! Il y a peu de temps, la glorieuse armée espagnole a commencé à entrer dans la ville de Barcelone. Celle-ci ayant à présent été prise dans sa totalité, les forces défilent tranquillement dans les rues en soulevant un indescriptible enthousiasme. La multitude acclame les soldats. Citoyens, décorez vos balcons ! En premier lieu, je dirai à vous Barcelonais, à vous Catalans, que je vous sais gré de toute mon âme de l’accueil enthousiaste que vous avez fait à nos Forces armées. Je dis aussi aux autres Espagnols que c’était une grande erreur que la Catalogne ait été séparatiste, qu’elle ait été anti-espagnole. Je dois dire qu’ils nous ont fait l’accueil le plus enthousiaste que j’aie vu ! [...] J’ai assisté à la conquête des quatre provinces du Nord ; j’ai promené le Drapeau national et l’écusson de Navarre à travers l’Aragon, à Castellón, de toutes parts, et en aucun endroit, vous dis-je, en aucun endroit on nous a accueillis avec autant d’enthousiasme et de cordialité qu’à Barcelone,. »

Pour ses actions sur l’Èbre et au Levant, il fut cité par ses supérieurs comme « l’une des figures les plus marquantes de l’armée ». Le général Franco pour sa part exprima l’opinion que Sánchez González était « bon soldat, coriace comme un bœuf, pas très intelligent ; il a des haines africaines et ne pardonne jamais »,,.

### Carrière en métropole: Capitaine général de Catalogne (1949-1957)
Par la suite, la Guerre civile terminée, Sánchez González exerça plusieurs hauts commandements militaires en métropole. En juillet 1940, il fut promu général de division, et passa au cadre de réserve dans la 2e région militaire (Andalousie) jusqu’à juillet 1941, date où il fut nommé capitaine général des Baléares. En octobre, il prit le commandement du 9e corps d’armée, avant de se voir confier à nouveau la capitainerie générale des Baléares en janvier 1942,. En 1943 lui furent décernées la grand-croix du Mérite naval et celle du Mérite militaire, chaque fois avec insigne distinctif blanc, et il monta au grade de lieutenant-général en décembre de la même année.
Plus particulièrement, il fut désigné, sur décision du conseil des ministres du 14 octobre 1949, capitaine général de Catalogne, poste dont il prit possession le 29 novembre. Il allait acquérir à ce titre une certaine popularité, spécialement pendant les grèves du printemps 1951, en même temps qu’il acquit une réputation (justifiée) d’homme austère et intègre,. Selon l’historien Gabriel Cardona, il devint « une institution », apprécié tant de ses subordonnés que des autorités locales :

« Comme il était exigeant et d’une probité à toute épreuve, il sut se bâtir une grande renommée dans un milieu qu’affligeaient la corruption et le marché noir. Il s’évertuait à vivre de ses appointements, déclinait les invitations à dîner, parce qu’il “ne pouvait faire bonne figure”, et donnait matière à de nombreuses anecdotes vraies ou fausses, selon lesquelles son épouse avait refusé le cadeau d’un onéreux manteau de fourrure. »

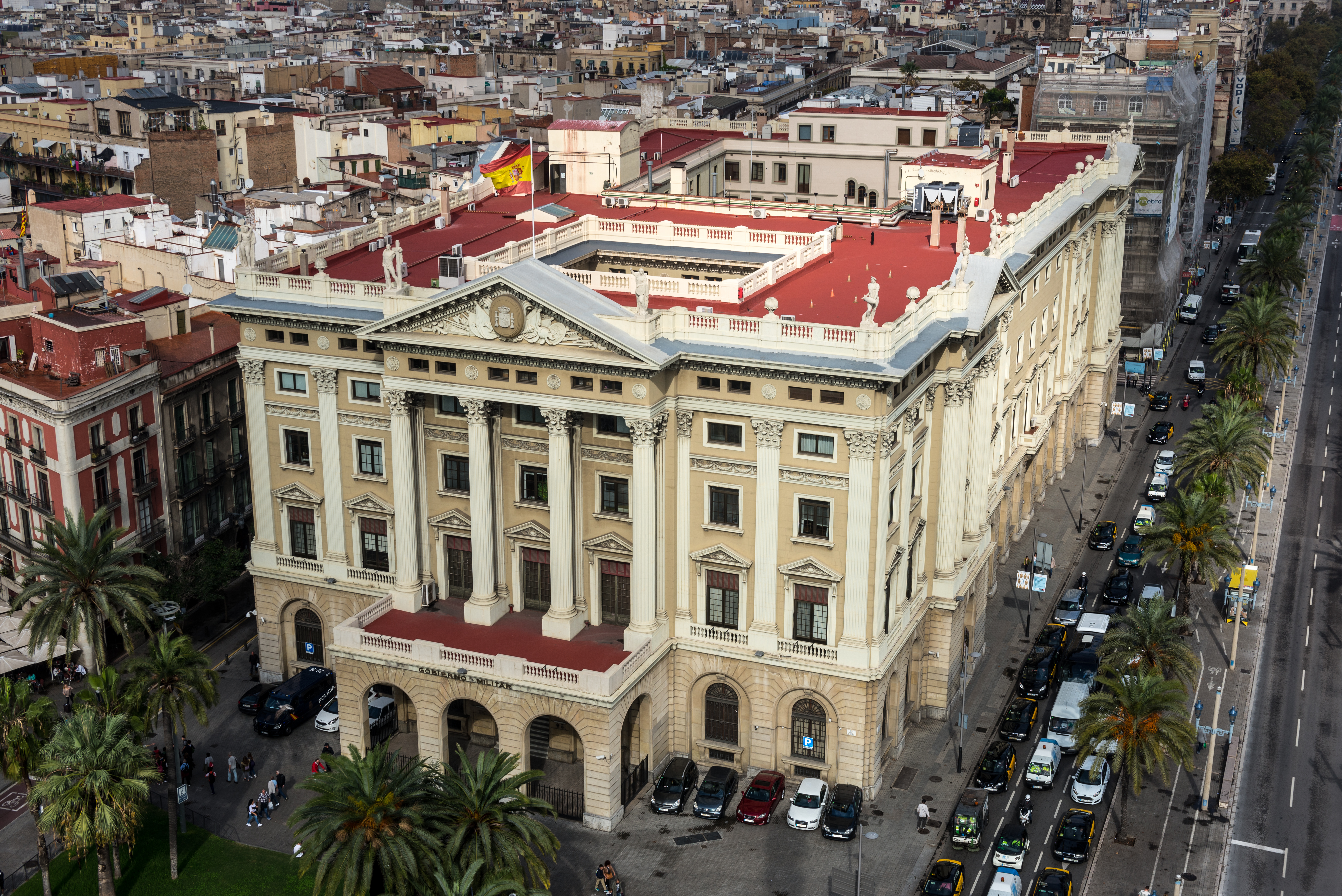
Siège de la Capitainerie générale à Barcelone.

C’est à Barcelone que le positionnement politique de Sánchez González évolua vers le juanisme (mouvement monarchiste reconnaissant Juan de Bourbon comme prétendant légitime au trône d’Espagne), de sorte que le cousin et fidèle compagnon de Franco, Francisco Franco Salgado-Araujo, dit Pacón, nota dans ses mémoires que « ses sentiments monarchistes étaient de date récente, vu qu’auparavant il était partisan de la république du 14 avril ».
Les rapports qu’en sa qualité de capitaine général Sánchez González entretenait avec la société catalane étaient marqués par une certaine empathie, limitée mais réciproque. Significativement, il déclara un jour, en réponse à un subordonné visiblement révulsé par le catalanisme, que « si tous les Espagnols éprouvaient pour leur région ce que les Catalans sentent pour la leur, l’Espagne serait peut-être autre chose »,.
Sous son mandat, les protestations allaient s’amplifiant en Espagne contre la situation économique et la cherté de la vie. L’une des premières épreuves qu’eut à affronter le régime franquiste fut la grève des traminots et des usagers des transports publics contre l’augmentation des tarifs à Barcelone en mars 1951, grève qui s’accompagna d’une manifestation de centaines de milliers de personnes,. Dès le 10 mars, des tracts avaient été distribués invitant à boycotter les transports publics, pendant qu’apparaissaient des feuilles volantes proclamant « Vive l’armée, qui veille aux intérêts de tous les Espagnols ». Des monarchistes en vue furent détenus pendant le conflit, tels que Santiago Torent i Buxó, Antoni de Senillosa i Cros, Armand de Fluvià et Antoni Maria Muntañola i Tey, ce dernier étant un ami personnel de Sánchez González. La grève révéla l’existence d’une opposition capable de s’organiser. Les tarifs des transports publics furent ramenés à leur taux initial ; encouragée par cette première victoire, une grève générale fut alors déclenchée.
Aux dires du juaniste Pedro Sainz Rodríguez, Sánchez González imputait cet épisode de troubles dans Barcelone au « manque d’autorité et à la corruption qui étaient en train de s’emparer du régime »,. Si à Madrid, des rumeurs circulaient insinuant que Sánchez González attisait les tensions dans le but de tenter un coup de force juaniste, l’action de Sánchez González dans le conflit eut plutôt un effet « amortisseur », selon l’expression de l’historien Hilari Raguer, qui fut lui-même écroué comme agitateur :

« Ils voulaient me passer en conseil de guerre en procédure accélérée et requérir contre moi la peine de mort. [...] Grâce à l’intervention du Capitaine général, Juan Bautista Sánchez, qui était un homme des plus intègres, avec une nette prise de distance vis-à-vis du régime et du gouverneur civil, je pus m’en aller libre. »

Franco dépêcha des troupes pour faire cesser le désordre, mais Sánchez González décida de les consigner dans leur caserne, évitant ainsi un affrontement sanglant. Après le remplacement d’Eduardo Baeza Alegría par le général Felipe Acedo Colunga au poste de gouverneur civil de la province de Barcelone, et plus de 2 000 arrestations, le travail finit par reprendre.
Aux élections de 1954, le gouverneur civil Acedo Colunga manœuvra en faveur des phalangistes locaux, qui concouraient au scrutin comme candidats du gouvernement, et ce au détriment des postulants de la Ligue catalane. Il appliqua une censure rigoureuse sur la presse, et ordonna en 1956, puis encore en 1958, une dure répression contre les mobilisations des travailleurs et contre le mouvement étudiant en général. Pour toutes ces raisons, le nouveau gouverneur civil eut de fréquentes altercations avec Sánchez González.

### Convictions monarchistes
Sánchez González, à l’égal de nombre de ses compagnons d’armes, était monarchiste par tradition et par conviction. Cependant, le prétendant légitime, Alphonse XIII, était considéré par beaucoup d’entre eux comme un traître pour avoir renoncé au pouvoir en 1931 et avoir par cette « désertion » été à l'origine de conséquences tragiques. Bien que les forces armées nationalistes aient été en majorité de conviction franquiste, les luttes internes pour accéder au pouvoir furent ravivées après le conflit armé, de même que s’accrurent les tensions quant à la façon dont la nouvelle Espagne aurait à être édifiée. Au lendemain de la condamnation du franquisme à Potsdam en 1945, et dans la perspective d’un hypothétique « gouvernement provisoire de la Monarchie » (1944), Sánchez González fut nommément pressenti par le général Kindelán, alors capitaine général de Catalogne, pour occuper le portefeuille des Armées,. Toutefois, comme membre du Conseil supérieur de l'armée, il répondit favorablement, aux côtés d’autres généraux, à l’appel lancé par Franco en mars 1945 à renforcer son autorité politique face aux conspirations monarchistes visant à l’écarter de la tête de l’État. Cet appui apporté à Franco fut récompensé en avril 1945 par sa nomination au poste de capitaine général de Saragosse, et quelques années plus tard à celui de capitaine général de Catalogne.
Son fils Juan Bautista Sánchez Bilbao définissait son père comme « un homme du 18 juillet [1936], non du 1er avril [1939] » et indiqua que son père avait sollicité au moins trois entrevues avec Franco pour lui demander de rétablir la monarchie et n’avait pas d’affinité pour Franco. Il déclina la proposition d’assumer le sous-secrétariat à la Défense, ce qui lui valut d’être mis en disponibilité pour une durée de dix mois. Il négligeait de saluer le puissant phalangiste Girón de Velasco, accueillit à plusieurs reprises à la Capitainerie le comte de Barcelone et son fils Juan Carlos de Borbón y Borbón et, en se plaignant des faibles rémunérations des militaires, affrontait publiquement le Caudillo. Il ne se gênait pas pour critiquer la Phalange en présence de ses subordonnés, et se souciait de moins en moins de préserver les formes, ainsi que le consigne Pacón dans ses mémoires :

« On dit que [Sánchez González] n’assiste à aucune fête du régime et qu’il ne se prévaut que de son monarchisme. C’est ce qui m’a été dit plusieurs fois par le Caudillo, qui a déclaré que Bautista Sánchez a plusieurs fois manifesté à des personnes d’importance son vif désir d’une restauration monarchique — [quoiqu’en ajoutant que] beaucoup de choses n’étaient sans doute que des racontars. »

Alors qu’il exerçait comme capitaine général d’Aragon (1945-1949), Sánchez González avait été approché par le carliste Manuel Fal Conde en rapport avec le manifeste de Lausanne (1945), et commença en 1950, quand il eut déjà été nommé capitaine général de Catalogne, à entretenir des contacts avec le comte de Ruiseñada, allant jusqu’à organiser en l’honneur du prince d’Espagne, Juan Carlos, un dîner en privé dans le palais du Gouvernement militaire de Barcelone lors de sa première visite à Barcelone en 1955,. Ces clins d’œil à destination de la monarchie, ajoutés à son attitude réticente face aux positions intransigeantes de Franco — attitude dont témoignent le refus de Sánchez González en 1944 d’exécuter les vaincus se trouvant sous sa juridiction et l’ordre qu’il donna aux troupes de rester dans les casernes lors des grèves des transports publics de 1951 et de 1957 —, s’ils n’ont pas empêché Sánchez González d’être nommé procurateur (=député) aux Cortes, lui valurent d’être surveillé par les services de renseignement du régime,.
En effet, à en croire López Rodó, Sánchez González « était soumis à une surveillance étroite et discrète », et les services de renseignement auraient pisté ses contacts avec l’entourage de don Juan. Franco aurait, d’après Sainz Rodríguez, dépêché Muñoz Grandes, au titre de ministre de l’Armée et comme ami, auprès de Sánchez González pour s’entretenir avec lui et tenter de le calmer. Muñoz Grandes aurait même accompli en secret plusieurs déplacements en avion jusqu’à Barcelone pour le faire changer d’attitude,. Au moment de sa mort, Sánchez González se trouvait donc dans le collimateur des services de renseignement, étant comme en effet vu apostat du régime.

### Mort inopinée (1957) et spéculations

#### Circonstances du décès et funérailles
Sánchez González décéda le 30 janvier 1957 dans une chambre d’hôtel à Puigcerdà, dans les Pyrénées. Les rares témoignages quant aux circonstances de son décès indiquent qu’il aurait souffert une attaque cardiaque après avoir reçu l’ordre de la part du ministre de l’Armée Agustín Muñoz Grandes de renoncer à son office de capitaine général. La crise cardiaque fut aussi retenue comme cause officielle de décès.
Outre les autorités officielles, toute l’opposition démocratique catalane assista massivement à ses funérailles à Barcelone, y compris les représentants de toutes les organisations démocratiques clandestines, en raison de l’estime qu’il avait su inspirer dans d’amples secteurs de la société catalane et par les connotations de protestation politique que revêtaient ses obsèques. Muñoz Grandes fit déposer sur son cercueil une couronne de fleurs avec la dédicace : « À un soldat intègre »,.
Pendant son enterrement, selon ce que raconte son fils, Juan Bautista Sánchez Bilbao, des tracts furent distribués disant que Sánchez González avait été empoisonné. Il est établi cependant, sur la foi de ses feuilles de service, que dès la décennie 1940, Sánchez González était « affecté d’hypertension artérielle, avec légère dilatation du pédicule aortique, douleurs précordiales indicatives d’une angine de poitrine, et de troubles fonctionnels de la circulation générale ». En janvier 1957, il effectua la visite routinière périodique d’inspection des ouvrages et détachements proches de la frontière française, et — toujours selon sa feuille de service — « le 30 du mois concerné, à 9 h 45, dans sa chambre de l’hôtel del Prado de Puigcerdà, où il avait pris ses quartiers dans le but indiqué ci-dessus, il décéda victime d’une attaque cardiaque, selon les déclarations des médecins ».
Franco, s’il resta en apparence impassible, s’exprima pourtant comme suit devant son cousin Pacón :

« Je regrette sa mort, car il était un grand soldat, mais en même temps, elle m’a délivré de la préoccupation d’avoir à le relever de ses fonctions, car il ne convenait plus du tout qu’il continue à exercer la charge de capitaine général de Catalogne, étant donné sa façon de penser concernant la politique du régime. »

Franco se serait donc senti délivré d’un poids, comme lui-même, aux dires des chroniqueurs du régime, l’aurait reconnu devant ses ministres. Pour sa part, Joaquín Ruiz-Giménez, ministre de l’Éducation de 1951 à 1956, déclara imaginer difficilement qu’il y ait pu y avoir là quelque chose de plus qu’une mort naturelle, attendu que Franco n’avait jamais fait grand cas des conciliabules entre monarchistes. Ruiz-Giménez se souvient qu’il « lui en fit le commentaire [à Franco] lors de quelque conseil des ministres et que Franco dit que cela se passe comme avec les souris : quand tu les tiens dans le sac et qu’elles bougent, il n’y a pas lieu de s’en préoccuper, le souci, c’est quand elles se taisent, car c’est alors qu’elles lacèrent la toile ».
Sánchez González eut pour successeur au poste de capitaine général de Catalogne Pablo Martín Alonso, alors chef de la Maison militaire de Franco et futur ministre de l’Armée (1962), réputé d’une loyauté indiscutable,.

#### Conjectures diverses
Si officiellement Sánchez González avait succombé à une angine de poitrine, d’autres versions allaient bientôt se faire jour, qui attribuaient son décès à un assassinat ou à la tension psychique qu’auraient causée les envoyés de Franco, chargés soit de le dissuader de ses desseins putschistes, soit de le limoger. Il a notamment été affirmé que les généraux Ríos Capapé, ancien subordonné du défunt au Maroc, et Agustín Muñoz Grandes s’étaient rendus en personne auprès de Sánchez González pour lui signifier sa destitution, sur ordre de Franco, du commandement de la 4e région militaire.
Ainsi, en 1962, Luciano Rincón écrivit-il, sous le pseudonyme de Luis Ramírez, que Franco avait envoyé Joaquín Ríos Capapé pour dissuader Sánchez González de mettre à exécution son coup d’État et que dans la querelle qui s’ensuivit, Sánchez González mourut des suites d’un infarctus,.
Le sociologue et militaire Julio Busquets mit en avant en 1982 deux versions alternatives de la mort de Sánchez González, dont l’une (due à un médecin non identifié de la Garde civile de Barcelone) portait que Franco envoya Muñoz Grandes faire part à Sánchez González de sa destitution, ce qui déclencha « une très violente discussion entre les deux, qui a pu provoquer l’infarctus »,. En 1982, Ricardo de la Cierva se fit l’écho d’une version selon laquelle la mort de Sánchez González serait imputable à l’impact émotionnel occasionné par la supposée présence, lors des manœuvres militaires qu’il dirigeait dans les Pyrénées, de deux bataillons de la Légion placés là sur ordre de Franco pour le surveiller. De retour à Barcelone, Sánchez González reçut la visite de Muñoz Grandes, qui lui communiqua sa destitution. Ces émotions conjuguées auraient fini par causer une crise cardiaque,. Pour d’autres, Sánchez González serait certes mort d’un infarctus, mais d’un infarctus provoqué ; ou encore, Sánchez González aurait eu une vive discussion avec Ríos Capapé, à l’origine de la crise cardiaque ; une autre version encore tient qu’il fut suffoqué à l’aide d’un coussin par « un corpulent général » non identifié,. En 2003, l’historien et homme politique Javier Fernández López n’exclut pas la possibilité de l’« usage d’une certaine violence, y compris avec menaces exercées au moyen de pistolets ». En 2004, le journaliste Carlos Sentís affirmait que Sánchez González fut « éliminé drastiquement ». Paul Preston en revanche doute que sa mort ait été provoquée, rejoignant en cela la position de l’historien Luis Suárez Fernández, pour qui « il n’y a pas de preuves permettant de soutenir cette affirmation »,.
Quant à son fils Juan Bautista Sánchez Bilbao, sa version des faits est sans équivoque, à savoir que la cause de la mort de son père était une attaque d’angine de poitrine : le 27 janvier 1957, en route pour Puigcerdà, Sánchez González eut une crise cardiaque qui lui imposa de se reposer le lendemain ; s’estimant suffisamment récupéré, il déploya le 29 une grande activité, qui fut cause de sa mort. Sánchez Bilbao, qui se trouvait à ce moment-là à Barcelone, était absolument convaincu que la mort de son père était naturelle. En outre, il démentait que des bataillons de la Légion aient été engagés dans les Pyrénées.
D’après Adolfo Rincón de Arellano, phalangiste de la première heure, qui occupa de hautes fonctions à Valence sous la dictature franquiste, Ríos Capapé n’eut aucune part directe dans la mort de Sánchez González ; selon lui, il avait été chargé de lui communiquer que le régime savait qu’il était impliqué dans une conspiration monarchiste et de tenter de le convaincre de renoncer à ses projets — mais non de le tuer. Ce n’est que par la suite que l’on aurait convenu d’en faire un martyr.
En tout état de cause, il ressort — comme hypothèse basse — des différents documents et témoignages qu’au moment de la mort de Sánchez González, Franco se disposait bien à le relever de ses fonctions de capitaine général.

#### Agitation monarchiste
En 1950, Franco se trouvait confronté à une recrudescence de l’activité monarchiste, se manifestant notamment par les démarches faites en février de cette année par plusieurs généraux, dont Sánchez González, venus l’interroger sur les mesures qu’il avait prises concernant sa succession monarchique. De plus, en novembre, se tint à Madrid un premier scrutin municipal, de portée certes limitée, mais où la candidature indépendante des monarchistes récolta un succès inattendu,. Tout cela ne retint pas Franco d’affirmer péremptoirement en 1955 que « la succession du Mouvement national est le Mouvement lui-même, sans faux-semblants »,.
Aux dires de Laureano López Rodó, une sorte de « document de travail » circulait vers cette époque :

« Au printemps 1956, Juan Claudio Güell, comte de Ruiseñada [...] remet à monsieur Juan Bautista Sánchez [...] un mémoire, plan d’action ou projet de réorganisation de l’État — ou comme on voudra l’appeler —, pour être étudié et diffusé parmi les autres généraux monarchistes. Le texte passait en revue les Lois fondamentales et préconisait que Franco se nomme Régent [pour une durée limitée] et désigne un chef de gouvernement. Tout cela en guise de premier pas décisif vers la restauration de la Monarchie en la personne de don Juan de Bourbon. »

Pour évaluer la thèse de l’implication de Sánchez González dans une conspiration monarchiste, il y a lieu de rappeler la faiblesse de la position des juanistes. Les monarchistes rechignaient à s’engager dans des actions restaurationnistes contre Franco, conscients que de telles actions pourraient leur être dommageables. Don Juan en fit l’expérience lorsque, au lendemain de son Manifeste de Lausanne de mars 1945, par lequel il enjoignait à Franco de quitter le pouvoir et de céder la place à une monarchie, il ordonna à ses adeptes de se démettre de leurs fonctions publiques et que seuls onze d’entre eux avaient obtempéré,. Ce que Franco redoutait n'était pas les monarchistes, mais seulement un complot militaire juaniste. Du reste, il n’y avait de possibilité pour don Juan d’accéder au trône que par un appel de Franco en ce sens ou à la faveur d’un coup d’État, raison pour laquelle il élut domicile en février 1946 à Estoril au Portugal, escomptant (illusoirement) se rendre de là à Madrid soit à la suite d’un coup de force militaire, soit grâce à des démarches fructueuses du frère du Caudillo, Nicolás Franco, alors ambassadeur à Lisbonne, auprès de son frère.

#### Thèse d’une conspiration monarchiste impliquant Sánchez González
Certains tiennent pour vraisemblable que Sánchez González, ayant pris ses distances d’avec le régime de Franco, se soit proposé de déclencher un coup d’État, en soulevant la garnison de Catalogne pour ensuite revendiquer pour lui-même la présidence du gouvernement. Son objectif aurait été d’éradiquer la corruption et surtout de rogner les ailes à la Phalange, ce qui a alimenté des rumeurs voulant que la mort de Sánchez González n’ait pas été la suite d’un infarctus, mais d’un assassinat. Quelques juanistes avaient effectivement conçu le dessein en 1952 de renverser le Caudillo.
Peu avant sa mort, Sánchez González avait entretenu des contacts avec le comte de Ruiseñada, qui se serait trouvé à la tête d’un complot visant à restaurer la monarchie, dont toutefois l’objectif n’aurait pas été de susciter une insurrection militaire, mais de contraindre le Caudillo à se retirer du pouvoir graduellement. La version diffusée par la propagande du régime portait que, en dépit des avertissements de Muñoz Grandes, la tentative de subversion fut poursuivie, mais que la mort de Sánchez González survenue quelques semaines après fit capoter le plan, lequel, selon Ricardo de la Cierva, allait néanmoins être le germe de l’opération subséquente par quoi Juan Carlos fut désigné successeur de Franco. La première rencontre entre Sánchez González et Ruiseñada eut lieu en avril 1951, et depuis lors, les deux hommes « se voyaient à Barcelone, toutes les quatre ou six semaines »,.
Il est donc probable qu’ait existé la volonté d’ourdir un coup d’État, lequel devait être dirigé par Sánchez González et serait appuyé par des cercles juanistes, encore que don Juan lui-même ait toujours été opposé à de telles aventures dont il redoutait les suites néfastes. Des monarchistes connus, appartenant à l’aristocratie juaniste, auraient, pour s’assurer sa bienveillance, entrepris Sánchez González, en tentant de l’appâter par des invitations à dîner et par des événements mondains. Ces mêmes milieux se seraient ingéniés à opposer le gouverneur civil et le capitaine général Sánchez González, entre autres en soumettant à ce dernier des affaires qui n’entraient pas dans ses attributions, afin de court-circuiter le premier.
Selon des sources juanistes, Ruiseñada aurait proposé à Sánchez González, outré par la corruption du régime, de « refaire l’opération de Primo de Rivera » de 1923, en produisant un soulèvement « contre le système », et non contre Franco ; il s’agirait de soulever la garnison de Barcelone pour forcer Franco à restaurer la monarchie. En février 1956, don Juan, pendant une escale à Barcelone lors d’un vol pour Rome, aurait encouragé Sánchez González à mener « un coup de force définitif contre la dictature ». Dans ce but, Ruiseñada et Sánchez González auraient œuvré de concert, se seraient employés à rapprocher le plus possible don Juan et Franco, et auraient projeté d’offrir la régence à ce dernier, de désigner un chef de gouvernement (sans doute Sánchez González lui-même) et de proclamer solennellement l’avènement au trône de don Juan,. Sánchez González ne cessait de préciser que ce n’était pas Franco lui-même qu’il visait, mais la dictature du Movimiento Nacional et la corruption qui le rongeait,,.
À en croire l’historien Felio Antonio Vilarrubias, Sánchez aurait prié un industriel traditionaliste de lui fournir « une liste de requetés », dans l’idée probablement de mettre à contribution, dans le but paradoxal d’introniser un fils d’Alphonse XIII, des combattants carlistes, vu le défaut de combattants juanistes préparés et eu égard aussi à son expérience de commandant des brigades navarraises pendant la Guerre civile, où il avait appris à apprécier les requetés, qui composaient son escorte personnelle.
S’il y a donc bien eu un énorme « bruit » de complot, il n’y a toutefois aucune preuve substantielle de son existence effective. L’historien Xavier Casals i Meseguer avance l’hypothèse suivante :

« Sánchez et les juanistes, aveuglés par l’impact de la protestation barcelonaise (avec une nette dimension d’opposition au régime), avaient, à partir de la situation de la ville, erronément extrapolé celle-ci à l’ensemble de l’Espagne et cru que le régime était un fruit mûr qui tomberait par un coup de force semblable à celui de Primo [de Rivera] en 1923. [...] Si Francesc Cambó dit de la dictature de Primo que « ce sont les milieux de Barcelone qui l’ont créée », la cabale juaniste de la Capitainerie barcelonaise puisait aux mêmes sources : le climat d’opinion produit par une ample protestation sociale locale. [...] Il est plausible que Franco ordonna à Muñoz Grandes de réfréner Sánchez. Mais en voyant sa passivité face au conflit des tramways, il décida probablement de le relever de ses fonctions. Ceci admis, il n’est pas étrange que les visites de Muñoz Grandes à Sánchez se soient multipliées ce mois-là, y compris même que Ríos Capapé se soit déplacé de Valence pour le faire renoncer à son pronunciamiento. »

Casals relève que les sources qui considèrent le pronunciamiento comme une réalité « mûre » sont pour la plupart juanistes, à savoir Rafael Calvo Serer, Pedro Sainz Rodríguez et Luis María Anson.
Sánchez González s’inscrit dans une sorte de tradition, incarnée par Joaquín Milans del Bosch (en 1919) et Miguel Primo de Rivera (en 1923), où ces protagonistes avaient tous deux trouvé un climat social favorable à leurs desseins et un soutien tacite au sein de vastes secteurs de la bonne société barcelonaise, et manifestaient ostensiblement leur autonomie vis-à-vis du pouvoir central. L’atmosphère politique de la ville, avec les grèves des transports publics de 1951 et 1957, offrait à Sánchez González un terreau propice et comportait une complicité restreinte entre celui-ci et certaines élites locales.

#### Retombées politiques
La mort de Sánchez González a fait l’objet d’un grossissement disproportionné, s’expliquant par plusieurs facteurs. Tout d’abord, elle était de nature à entretenir le mythe de la baraka de Franco : elle vient s’ajouter à la mort du colonel Rafael de Valenzuela en 1923, qui permit à Franco de se hisser au commandement de la Légion espagnole, à celle, fort opportune, de Balmes en 1936, puis à celles de José Sanjurjo et de José Antonio Primo de Rivera en 1936, et d’Emilio Mola en 1937, qui allaient faire de lui le Caudillo des insurgés. Au bénéfice du camp d’en face, la mort de Sánchez González et la transfiguration de celle-ci en « crime d’État » ont permis — à l’encontre de la faible importance et du caractère surtout passif de l’opposition monarchiste à partir des années 1940 — de magnifier outre mesure le rôle politique pourtant assez limité joué par la mouvance juaniste.
La mort de Sánchez González mit le régime en état de couper court à toute dissidence monarchiste d’envergure, en conséquence de quoi les voies d’accès au trône passaient désormais obligatoirement par Franco. C’est alors que Ruiseñada vint à prôner une ligne monarchiste officielle n’envisageant plus l’avènement de don Juan au trône que moyennant l’accord de Franco et proposant une voie médiane entre l’antimonarchisme d’une grande partie de la Phalange d’une part, et les partisans d’une monarchie adossée à l’opposition démocratique d’autre part,.
La mort de Sánchez González est à situer aussi dans le contexte de la crise politique de 1957. La vieille chemise (phalangiste de la première heure) José Luis Arrese, qui avait été nommé en février 1956 secrétaire général du Movimiento (et qui avait à ce titre rang de ministre), fut chargé de poursuivre la tâche d’institutionaliser le régime. Les monarchistes appréhendaient que la nouvelle configuration politique à laquelle pourraient aboutir les efforts d’Arrese ne dépouille le futur roi de tout pouvoir réel, et ce au profit du Conseil national et du secrétariat de la Phalange,. À la suite des vives protestations d’un groupe d’evêques, Arrese finit par tomber en disgrâce, dans le même temps que Franco, devant les échecs de la politique économique autarcique suivie jusque-là, décidait en février 1957 de réorienter profondément sa politique par un remaniement gouvernemental. Dans la nouvelle équipe qui en résulta, la présence phalangiste fut sensiblement réduite, et le secrétariat général du Movimiento passa aux mains de José Solís, phalangiste de façade seulement, tandis que furent évincés Muñoz Grandes et González-Gallarza, soit les deux ministres ayant eu quelque rapport avec le présumé complot. À l’inverse, la caste militaire en sortit revigorée, et Luis Carrero Blanco, flanqué de ministres (monarchistes) de l’Opus Dei, devint l’homme fort du régime et allait, au grand dam des phalangistes, dont les ambitions avaient été définitivement battues en brèche, mener à bien une vaste réforme économique propre à mettre fin à l’autarcie et à l’interventionnisme de l’État.
En somme, la bataille entre phalangistes et juanistes n’eut d’autre effet que de renforcer le pouvoir de Franco, d’abord en faisant entendre indirectement que toute dissidence entraînerait des conséquences fatales, et ensuite en obtenant la marginalisation des phalangistes et la mise hors jeu de ceux des juanistes dotés de quelque poids politique. Avec la disparition de Sánchez González s’était également évanoui le « parti militaire » de la capitainerie barcelonaise, laissant Franco délivré de toute opposition significative des forces armées jusqu’à la fin de sa dictature.

### Vie personnelle et descendance
Juan Bautista Sánchez González avait épousé en février 1917 María Visitación Bilbao e Issa, qui mourut le 16 septembre 1935.
L’un de ses deux fils nés de son premier mariage, le lieutenant Ignacio Sánchez Bilbao, participa à la Guerre civile dans les rangs de la division Bleue et fut tué au combat ; l’autre, le général de division Juan Bautista Sánchez Bilbao, combattit dans la guerre d'Ifni et dans la guerre non déclarée précédant le retrait de l’Espagne du Sahara espagnol, fut nommé directeur de l’Académie général militaire de Saragosse, et chef de la sécurité de la Maison du roi, eut le commandement de la division blindée Brunete, tint à son tour l’office de capitaine général, cette fois à Valence entre 1985 et 1988, et cofonda les Forces aéromobiles de l'Armée de terre espagnole. D’autres parmi ses fils servirent dans la marine et dans la brigade de parachutistes.
Plusieurs de ses petits-fils ont servi dans l’armée de terre et dans la marine, commandant différentes unités, et ont été amenés à participer à des missions internationales à l’étranger. Ce sont notamment le général de division Juan Bautista García Sánchez, commandant en chef des Forces d’infanterie légère (2010) et l’amiral général Fernando García Sánchez, chef d’état-major de la Défense (JEMAD) de 2011 à 2017. Un autre de ses petits-fils et fils de Juan Bautista Sánchez Bilbao est le général de brigade Juan Bautista Sánchez Gamboa, chef de la Seconde sous-inspection générale de l’armée de terre (Sud) et commandant militaire de Séville en 2009, entre autres fonctions.

## Décorations
- Grand-croix de l’ordre de Saint-Lazare de Jérusalem (15 juin 1940).
- Grand-croix de l’ordre de Saint-Herménégilde (22 avril 1954).
- Croix de l’ordre du Mérite militaire, avec insigne distinctif rouge (15 avril 1921).
- Médaille militaire du Maroc, avec broche de Tétouan (21 mars 1922), de Larache (8 mai 1923) et du Maroc (16 mai 1928). Sautoir rouge sur ladite médaille pour blessure de guerre (8 mai 1928).
- Croix de 1re classe du Mérite militaire, avec insigne distinctif rouge (12 décembre 1922).
- Croix de 1re classe du Mérite militaire, avec insigne distinctif rouge (25 septembre 1923).
- Croix de 1re classe du Mérite militaire, avec insigne distinctif rouge (10 août 1926).
- Medalla del Sufrimiento por la Patria (médaille de la Souffrance pour la patrie, 22 mars 1927).
- Croix de l’ordre militaire de Marie-Christine (1er octobre 1927).
- Medalla de Paz de Marruecos (21 novembre 1927).
- Medalla de Plata conmemorativa de la Jura de Bandera de S.M. el Rey Alfonso XIII (médaille d’argent commémorative du serment au drapeau de S.M. le roi Alphonse XIII, 23 mars 1929).
- Médaille militaire (10 juin 1929).
- Croix de 2e classe de l’ordre de Marie-Christine (21 juin 1929).
- Croix de l’ordre de Saint-Herménégilde (9 novembre 1929).
- Croix du Mérite de guerre d’Italie (31 juillet 1939).
- Médaille de la Campagne militaire, croix rouge du Mérite militaire et croix de Guerre (13 décembre 1939).
- Grand-croix du Mérite militaire, avec insigne distinctif blanc (7 janvier 1943).
- Grand-croix du Mérite naval, avec insigne distinctif blanc (1943).
- Médaille militaire individuelle, en récompense de son action lors de la retraite de Chefchaouen le 18 décembre 1924, et nouvelle médaille militaire individuelle pour ses mérites à la tête de la 5e brigade de Navarre pendant la Guerre civile.
- Grand-croix de l’ordre de Cisneros, pour mérite politique[83].